# 前464年斯巴达地震
前464年斯巴达地震，是一场发生于古希腊时期的地震，地震几乎摧毁了斯巴达城邦。震级推断为7.2级。古史书记载死亡人数高达20000（现代史学家认为该数字可能被夸大）。斯巴达方面拒绝了雅典的捐助。斯巴达地震是导致斯巴达与雅典之间冲突的起因之一。